# Weldoenersplein
Het Weldoenersplein (Frans: Place des Bienfaiteurs) is een rond plein in de Brusselse gemeente Schaarbeek. Het plein vormt een onderbreking in de Rogierlaan. De naam van het plein is een eerbetoon aan de weldoeners der armen.

## Beschrijving
Het plein heeft een stervorm waaruit, naast de Rogierlaan, vijf straten vertrekken: Artanstraat, Grote Bosstraat, Jan Stobbaertslaan, Frans Binjéstraat en Godefroid Devreesestraat.
Aan de bovenzijde van het glooiende plein bevindt zich het Monument voor de Weldoeners der Armen. Net onder het Monument en lager op het plein zijn twee waterbekkens. Tien grote bomen die wellicht reeds bij de inhuldiging van het monument in 1907 werden geplant, worden nu als bijzonder beschouwd. Het betreft: lindebomen, platanen, Noorse esdoorns, paardenkastanjebomen en een vederesdoorn.
De gebouwen aan het plein zijn deels gebouwd voor de Eerste Wereldoorlog en deels tijdens het interbellum. De gevels van de gebouwen zijn eclectisch en art nouveau. De huizen aan Weldoenersplein 5 en 6 behoren tot het officieel beschermd onroerend erfgoed van Schaarbeek en zijn ontworpen door de architect Henri Jacobs. Ze zijn gebouwd rond 1910.

## Ontwerp
In de eerste helft van de jaren 1860 werd de toekomstige Rogierlaan, die toen tot aan de Wijnheuvelenstraat liep, verlengd tot aan de Grote Bosstraat. In 1866 plande inspecteur der wegen Victor Besme op deze vertakking een rond plein. De aanleg van het plein werd pas in 1906 definitief goedgekeurd. Op 14 juli 1907 werd het plein ingehuldigd.
De naam van het plein is een eerbetoon aan de weldoeners der armen. Het idee van deze naam werd in 1895 geopperd na een legaat van 500.000 frank van Joseph Caroly aan de gemeente voor de bouw van een godshuis.
Het algemene ontwerp van het plein en de keuze van de aanplanting zijn van de hand van landschapsarchitect Edmond Galoppin, die ook het nabijgelegen Josaphatpark ingericht heeft.

## Monument voor de Weldoeners

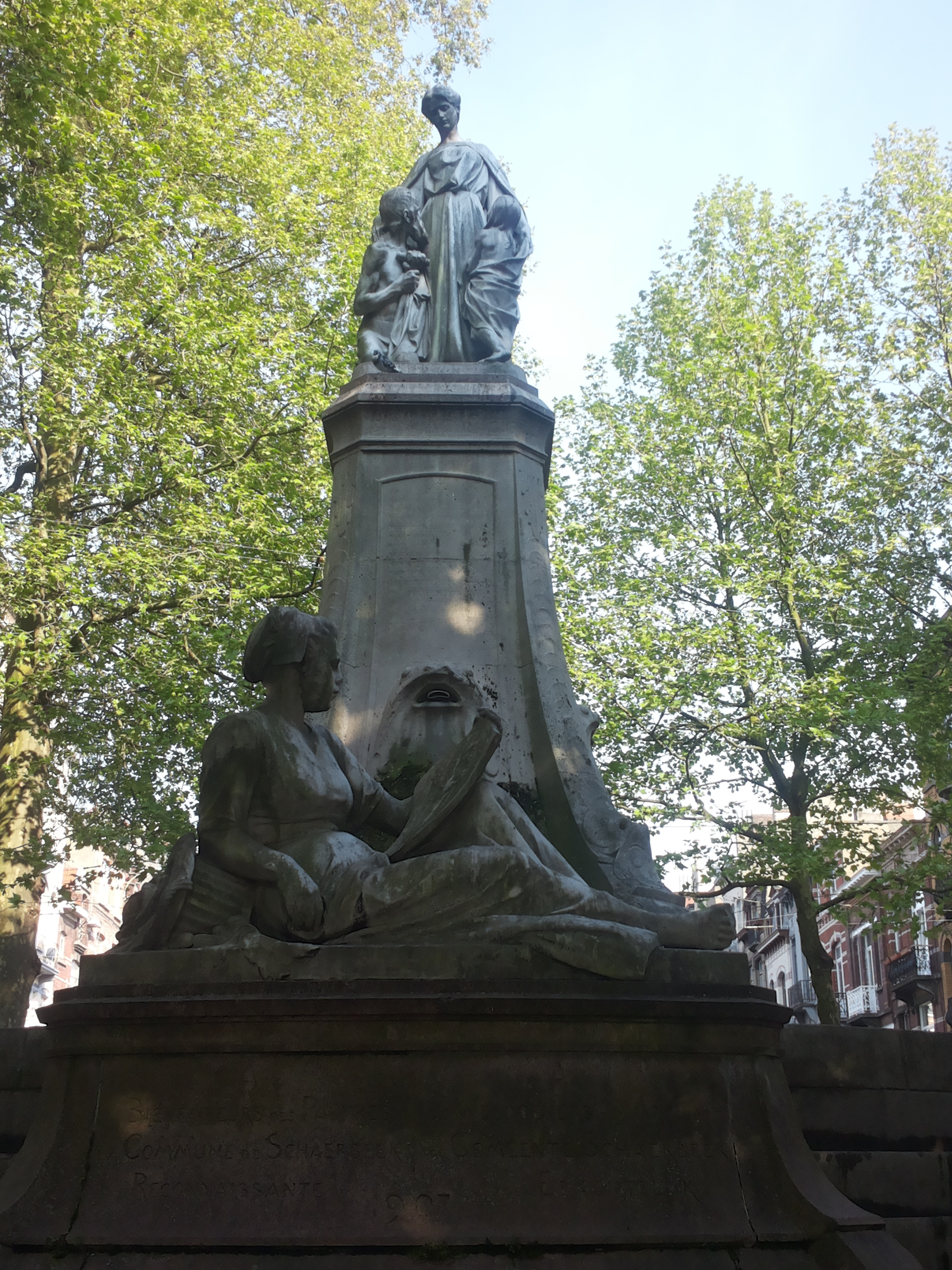
Monument voor de Weldoeners

Het monument bestaat uit twee witstenen standbeelden, hun sokkels en twee grote waterbekkens. Het standbeeld dat uitsteekt boven het geheel is een afbeelding van de Liefdadigheid. Tegenover en lager dan dit beeld bevindt zich het standbeeld van een groentekweekster (de verpersoonlijking van de gemeente Schaarbeek) die met haar elleboog leunt op een groentemand en het gemeentelijk wapenschild vasthoudt op haar knieën. Op de sokkel is het volgende opschrift gegraveerd: « Aux bienfaiteurs des pauvres – commune de Schaerbeek reconnaissante – 1907 » en « Aan de weldoeners der armen – de gemeente Schaarbeek zeer erkentelijk – 1907 ».
Het Monument voor de Weldoeners der Armen werd gemaakt door beeldhouwer Godefroid Devreese in samenwerking met Henri Jacobs. Op de bovenkant van het voetstuk is de naam van Devreese vermeld. Sinds 10 juli 2008 is het monument geklasseerd.

## Openbaar vervoer
Op het plein bevindt zich de halte Weldoeners van de tramlijnen 25 en 62 en buslijn 65 en nachtlijn N04 van de Brusselse stadsbus. Aan de bovenzijde (oostzijde) van het plein is een taxistandplaats.